# Chris Vance
George Christopher Vance (ur. 30 grudnia 1971 w Londynie) – brytyjski aktor. Odtwórca roli Jacka Gallaghera w serialu Fox Mental: Zagadki umysłu (2009), Jamesa Whistlera w trzecim sezonie serii Skazany na śmierć (2007–2008) i protagonisty Franka Martina w serialu sensacyjnym Transporter (2012–2014).

## Filmografia

### Seriale
- 2003: Policjanci z Mt. Thomas jako Andrew Purkiss
- 2004: Cena życia jako Sean Everleigh
- 2007–2008: Skazany na śmierć jako James Whistler
- 2009: Mental: Zagadki umysłu jako Jack Gallagher
- 2010: Dexter jako Cole Harmon
- 2010: Tożsamość szpiega jako Mason Gilroy
- 2011: Paragraf Kate jako Paul Shelton
- 2011–2016: Partnerki jako pułkownik Charles „Casey” Jones
- 2012–2014: Transporter jako Frank Martin
- 2013: Przekraczając granice jako Wolf
- 2015–2016: Supergirl jako Non
- 2016–2020: Hawaii Five-0 jako komandor Harry Langford
- 2019: Bosch jako Dalton Walsh